# Lipocystis caesalpiniae
Lipocystis caesalpiniae är en svampart som först beskrevs av Joseph Charles Arthur, och fick sitt nu gällande namn av George Baker Cummins 1937. Lipocystis caesalpiniae ingår i släktet Lipocystis och familjen Raveneliaceae.   Inga underarter finns listade i Catalogue of Life.